# Kasteel Scheldeburcht

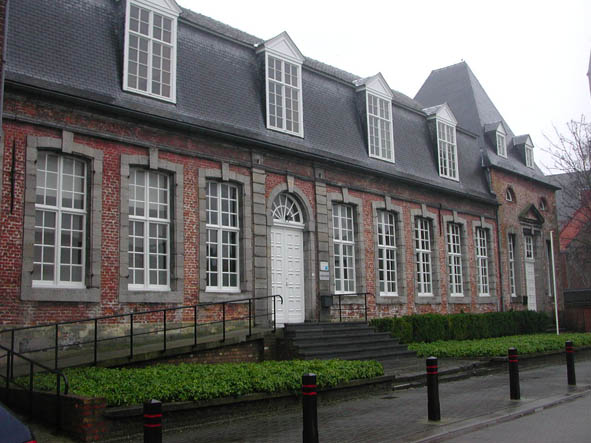
Kasteel Scheldeburcht

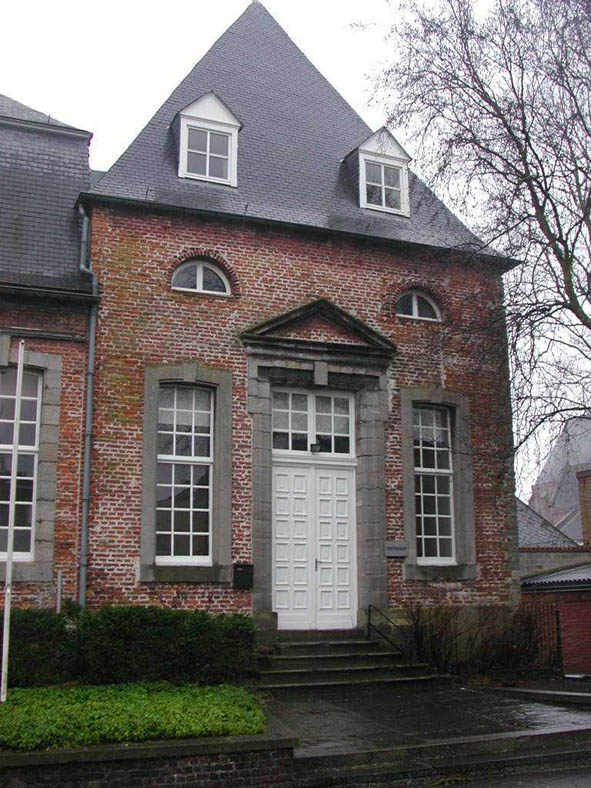
idem, achterzijde

Kasteel Scheldeburcht is een kasteel in de West-Vlaamse plaats Avelgem, gelegen aan Kasteelstraat 5.

## Geschiedenis
In 1202 werd voor het eerst melding gemaakt van een zetel van de heren van Avelgem. Het zou om een donjon kunnen gaan. In 1269 was er al sprake van een burcht, in de nabijheid van de kerk. Mogelijk werd in de 15e eeuw een nieuw kasteel gebouwd, in opdracht van Lodewijk van Gruuthuse. Ook zou het mogelijk zijn dat het huus van playsance pas in de 16e eeuw werd gebouwd. Tijdens de godsdiensttwisten (1973) werd het kasteel zwaar beschadigd waarna Catharina van Brugge het liet herstellen.
In 1659 werd een inventaris opgemaakt waaruit bleek dat het kasteel de rijkelijk gemeubileerde zetel was van de heren van Avelgem. In opdracht van Claude Richardot werd het kasteel, in de 2e helft van de 17e eeuw, verbouwd, waarbij mansardedaken werden aangebracht. In 1701 kwam de familie d'Ursel in bezit van de heerlijkheid. Eind 18e eeuw werd het kasteel door hen verwaarloosd.
Van 1804 tot 1868 werd het kasteel door de gemeente gehuurd van de hertog en diende als gemeentehuis. In 1813 kreeg de gemeente toestemming om een straat, de huidige Kasteelstraat, door het terrein aan te leggen, waartoe het poortgebouw en een deel van de noordoostelijke vleugel werd gesloopt en de grachten werden gedempt. In 1847 kwam een weefatelier voor armere jongens in de noordwestelijke vleugel. Ook kwam er een particuliere textielfabriek in het kasteel en een school die werd beheerd door de Broeders van Goede Werken. In 1872 kwam ook het Sint-Jan Berchmanscollege in het kasteel.
Uiteindelijk kwam het kasteel door erfenis aan de familie Vergauwen, die het in 1873 aan het bisdom schonk. In 1878 werd een neogotische kapel aangebouwd en vervolgens werden verbouwingen en uitbreidingen aan de schoolgebouwen doorgevoerd.
In 1918 werd het gebouw beschadigd door geallieerde beschietingen bij de bevrijding van Avelgem. In 1957 vond de illegale sloop plaats van de noordwestelijke vleugel, teneinde daar een nieuwe scholenvleugel op te richten. Het bewaarde deel, de zuidoostelijke vleugel, huisvest tegenwoordig een conservatorium en een kunstacademie.

## Gebouw
De zuidoostelijke vleugel ligt nu naar de straatzijde gericht, maar deze voorgevel was oorspronkelijk naar de binnenplaats gekeerd. Deze heeft het uiterlijk dat omstreeks 1700 tot stand is gekomen en is gebouwd in rode baksteen. De achtergevel heeft een centrale halfronde toren.